# Daam Foulon
Daam Wonmebald Foulon (Malines, 23 marzo 1999) è un calciatore belga, difensore del Malines.

## Caratteristiche tecniche
È un terzino sinistro.

## Carriera

### Club
Cresciuto nel settore giovanile dell'Anderlecht, nel gennaio 2018 si trasferisce al Waasland-Beveren, con cui esordisce l'8 aprile successivo, disputando l'incontro di Pro League perso 2-1 contro lo Zulte Waregem.
Il 24 agosto 2020 viene ufficializzato il suo passaggio al Benevento. Il giocatore esordisce in Serie A il 26 settembre successivo, in occasione del successo per 3-2 in casa della Sampdoria. Chiude la stagione con 23 presenze e la retrocessione in Serie B. 
All'esordio nel campionato cadetto va subito a segno, il 22 agosto 2021, nella vittoria per 4-3 sull'Alessandria.
Dopo la fine del suo contratto, scaduto il 30 giugno 2023, il 7 luglio viene ufficializzato il suo ritorno in Belgio, al Malines.

### Nazionale
Ha giocato nelle nazionali giovanili belghe Under-15, Under-16, Under-17, Under-18 ed Under-19.

## Statistiche

### Presenze e reti nei club
Statistiche aggiornate al 14 luglio 2023.
| Stagione                | Squadra                 | Campionato              | Campionato | Campionato | Coppe nazionali | Coppe nazionali | Coppe nazionali | Coppe continentali | Coppe continentali | Coppe continentali | Altre coppe | Altre coppe | Altre coppe | Totale | Totale |
| Stagione                | Squadra                 | Comp                    | Pres       | Reti       | Comp            | Pres            | Reti            | Comp               | Pres               | Reti               | Comp        | Pres        | Reti        | Pres   | Reti   |
| ----------------------- | ----------------------- | ----------------------- | ---------- | ---------- | --------------- | --------------- | --------------- | ------------------ | ------------------ | ------------------ | ----------- | ----------- | ----------- | ------ | ------ |
| gen.-giu.2018           | Waasland-Beveren        | D1                      | 0+4        | 0          | CB              | 0               | 0               |                    | -                  | -                  |             | -           | -           | 4      | 0      |
| 2018-2019               | Waasland-Beveren        | D1                      | 11+7       | 0          | CB              | 1               | 0               |                    | -                  | -                  |             | -           | -           | 19     | 0      |
| 2019-2020               | Waasland-Beveren        | D1                      | 23         | 0          | CB              | 0               | 0               |                    | -                  | -                  |             | -           | -           | 23     | 0      |
| ago. 2020               | Waasland-Beveren        | D1                      | 1          | 0          | CB              | -               | -               |                    | -                  | -                  |             | -           | -           | 1      | 0      |
| Totale Waasland-Beveren | Totale Waasland-Beveren | Totale Waasland-Beveren | 46         | 0          |                 | 1               | 0               |                    | -                  | -                  |             | -           | -           | 47     | 0      |
| 2020-2021               | Benevento               | A                       | 23         | 0          | CI              | 1               | 0               |                    | -                  | -                  |             | -           | -           | 24     | 0      |
| 2021-2022               | Benevento               | B                       | 27+2       | 1          | CI              | 1               | 0               |                    | -                  | -                  |             | -           | -           | 30     | 1      |
| 2022-2023               | Benevento               | B                       | 30         | 2          | CI              | 1               | 0               | -                  | -                  | -                  | -           | -           | -           | 31     | 2      |
| Totale Benevento        | Totale Benevento        | Totale Benevento        | 80+2       | 3          |                 | 3               | 0               |                    | -                  | -                  |             | -           | -           | 85     | 3      |
| Totale carriera         | Totale carriera         | Totale carriera         | 124        | 3          |                 | 4               | 0               |                    | -                  | -                  |             | -           | -           | 128    | 3      |